# Subsea 7
Subsea7 est une entreprise parapétrolière spécialisée dans la conception, la fabrication et la mise en œuvre d'infrastructures sous-marines pour les champs pétroliers et gaziers offshore. Enregistrée au Luxembourg et ayant son siège à Hammersmith au Royaume-Uni.

## Histoire
L'entreprise a pris sa forme actuelle en janvier 2011 lorsque Acergy a acquis l'entreprise des îles Caïmans Subsea7, fusionnant les deux.
En juillet 2025, Saipem et Subsea 7 annoncent fusionner leur activité pour créer un nouvel ensemble du nom de Saipem7, ayant un chiffre d'affaires de 20 milliards d'euros, côté à la bourse d'Oslo et de Milan,.

## Activités
- prestations de construction et d'installation d'infrastructures:  gazoducs, oléoducs, ombilicaux, risers, plates-formes fixes et flexibles, etc. ;
- prestations de maintenance et de réparation d'installations offshore[3].

## Flotte
- 1999 : Seven Navica

- 2003 : Seven Phoenix, Seven Petrel,
- 2007 : Seven Oceans
- 2008 : Seven Seas
- 2010 : Seven Atlantic, Seven Pacific, Normand Subsea,
- 2011 : Seven Falcon[4], Seven Antares[5], Normand Oceanic,Seaway Yudin, Seaway Strashnov,
- 2012 : Seven Borealis, Seven Inagha[6]
- 2013 : Seven Viking, Simar Esperanca[7]
- 2014 : Seven Waves
- 2015 : Seven Rio
- 2016 : Seven Cruzeiro, Seven Sun
- 2017 : Seven Arctic, Seven Kestrel[8]

## Actionnaires
Liste des principaux actionnaires au 22 novembre 2019:
| Siem Industries                 | 23,9% |
| Folketrygdfondet                | 8,86% |
| Wellington Management Company   | 5,92% |
| Alecta Pension Insurance Mutual | 5,10% |
| DNB Asset Management            | 4,83% |
| BlackRock Fund Advisors         | 3,46% |
| JP Morgan Asset Management      | 2,90% |
| Trinity Street Asset Management | 2,75% |
| Schroder Investment Management  | 2,63% |
| T. Rowe Price International     | 2,61% |